# 鈍吻河棱鯡
鈍吻河棱鯡（学名：Potamothrissa obtusirostris）為輻鰭魚綱鲱形目鲱科的其中一種，分布於非洲剛果河中上游流域，體長可達6公分，棲息在溪流，以水生昆蟲為食。
其种加词“obtusirostris”意为“钝吻的”。